# 美·阿贊戈
美·阿贊戈是一名賴比瑞亞記者，任職於當地媒體《非洲頭版》，她以女性生殖器切割傳統的相關報導聞名，她的報導也促使賴比瑞亞暫停此一傳統。2012年，她獲得國際組織保護記者委員會頒發的國際新聞自由獎。

## 早期生活
阿贊戈的父親羅伯·阿贊戈（Robert G.W. Azango）是賴比瑞亞最高法院法官。1990年，在賴比瑞亞第一次內戰期間，某天早晨羅伯·阿贊戈正在用早餐，突然一群「全國愛國陣線」（前總統查尔斯·泰勒成立）闖入屋內，並將他拖出家門外毆打；後來他因傷死在監獄內。
美·阿贊戈在內戰期間誕下一女，當時她18歲；她被強迫由傳統助產士接生，後來她在報導中指出，該助產士在接生時毆打和辱罵她。後來美·阿贊戈一度成為難民。

## 記者生涯
2002年，阿贊戈回到賴比瑞亞國內，並開始接觸記者工作。她主要的報導主題包括賴比瑞亞國內的婦女流產、非法採礦、強暴、少女懷孕等，並關注利比亞統治者穆阿邁爾·格達費所資助的國內工程。2011年，她報導了一名警察強暴13歲少女的事件，導致該警察遭逮捕。

## 對女性割禮的報導
阿贊戈最著名的是對賴比瑞亞女性割禮的報導，該傳統是由名為「薩德社會」的神秘婦女組織執行，過程中將女性的陰蒂與陰唇的一部分切除，但周遭衛生條件通常非常差；估計有58%的賴比瑞亞婦女曾接受過該儀式。
阿贊戈在2010年針對此議題寫了第一篇文章。面對外界質疑她為何選擇此「禁忌」議題，阿贊戈表示，很多人沒有發言權，若不寫出來，人們將無法得知箇中內幕。
2012年3月8日，當天同時也是國際婦女節，阿贊戈在《非洲頭版》的第一版刊登了一則報導，內文描述一名婦女如何在另5名女子參與的儀式中被割去陰蒂。此文所描述的儀式細節對該組織「薩德社會」來說屬於祕密，因此在文章發布後，阿贊戈不斷收到死亡威脅；該報社編輯趕緊要求阿贊戈找尋避難所。
阿贊戈所受到的威脅包括，將抓住她並進行同樣的儀式；但當地警方並未採取積極行動，於是阿贊戈將9歲的女兒託給親戚照顧，自己則尋找避難處躲藏。

## 國際聲援
總部設於美國的新聞非政府組織保護記者委員會，呼籲賴比瑞亞總統埃倫·約翰遜·瑟利夫協助阿贊戈並予以保護；國際特赦組織和無國界記者組織也發表聲明支持；哥倫比亞大學新聞學院和國際新聞工作者聯合會也同聲支持；賴比瑞亞廣播電台主持人也在節目中播放阿贊戈的報導。
在國內外的輿論壓力下，賴比瑞亞總統埃倫·約翰遜·瑟利夫宣布該國暫停此一傳統儀式，此為第一次有賴比瑞亞的政治人物批評女性割禮。

## 獲獎
2011年，阿贊戈獲得美國新聞組織「普利策危機報導中心」所頒發的獎金，稱讚她的報導「充滿人性且促進新聞發展」。
2012年，她獲得保護記者委員會頒發的國際新聞自由獎，以表彰她捍衛新聞自由的勇氣。同年她也獲得加拿大新聞獎項，該獎項意在鼓勵報導人權議題並克服巨大困難的記者們，該頒獎典禮在加拿大多倫多舉行。